# Monestir de Sant Esperit
El monestir de Sant Esperit (Sancti Spiritu del Monte) és un monestir franciscà del segle xvii enclavat en la serra de la Calderona a la vall de Toliu, al municipi valencià de Gilet (Camp de Morvedre).

## Història
El monestir va ser fundat per Maria de Luna, esposa de Martí l'Humà, arran de la pacificació de Sicília. Per a això, va obtenir la donació dels terrenys de Jaumeta de Poblet, vídua de Pere Guillem Català, senyor de Gilet, el qual va heretar la propietat juntament amb la seva filla Joana, i confirmà la donació del papa Benet XIII el 1403. El monestir fou creat el 3 de març de 1404.

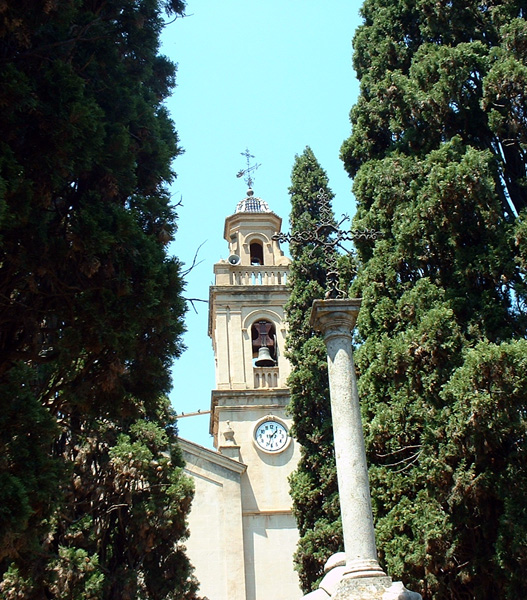
Campanar del convent

El rei Ferran el Catòlic va sol·licitar la cessió del convent a les trinitàries, accedint al desig de sor Isabel de Villena; però això no va arribar a consumar-se i el monestir va romandre abandonat fins al 1491. El 1679 s'iniciaren les obres de reconstrucció de l'edifici ruïnós. El 1692, va tenir lloc la inauguració de l'església actual, després d'uns anys d'abandó.
Durant la Guerra de la Independència, els frares van abandonar el convent i es convertí en un hospital de sang. El 1813, tornen els frares i, ja en la desamortització, les extenses pinedes passen a mans de l'estat.
El 1835, els frares tornen a abandonar el convent, i l'ocupen novament el 1878; el declaren col·legi de missions per a Terra Santa i el Marroc el 1889 sota el patronat de la reial corona.
Després del parèntesi de la Guerra civil, va cobrar esplendor amb l'assistència d'un gran nombre de novicis, però actualment ha perdut la seva condició de col·legi. Hui dia, s'hi ha instal·lat un museu amb obres i documents interessants, encara que cal assenyalar que, fonamentalment, és un lloc d'esplai i descans, que té un servei d'alberg.